# Le Roman d'un spahi
Le Roman d'un spahi est un roman de Pierre Loti publié en 1881 chez Calmann-Lévy.

## Résumé

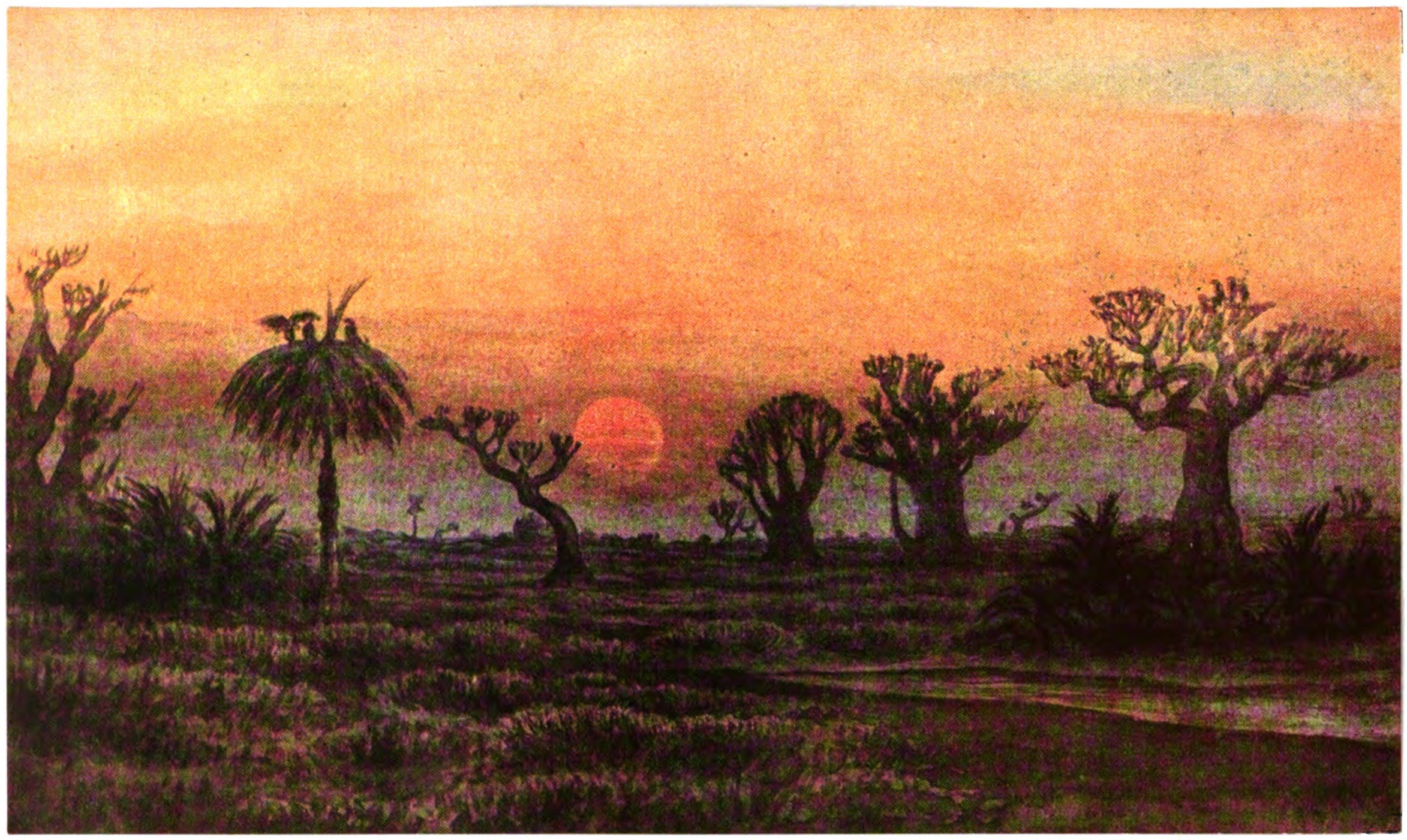
Aquarelle de Pierre Loti représentant des marais aux environs du Cap Vert (Sénégal).

Vers 1880, Jean Peyral est spahi à Saint-Louis du Sénégal et effectue son service militaire. Jean est bien triste d'avoir quitté ses parents et sa fiancée Jeanne Méry. Mais il rencontre tout de même l'amour auprès d'une élégante dame : Cora. Mais celle-ci le trahit. Le cœur brisé, Jean est perdu. Mais une jeune personne va le réconforter, il s'agit d'une jeune noire nommée Fatou-gaye. Elle va devenir la maîtresse du spahi durant trois ans.
Puis un jour, on veut envoyer Jean à Alger mais celui-ci accepte la demande d'un camarade originaire d'Algérie de permuter et choisit de passer en Afrique les deux ans de service qui lui restent à accomplir. Il part alors en Guinée en emmenant Fatou-gaye. Ils retournent à Saint-Louis au bout de trois mois et Jean la chasse quand il découvre que, pour s'acheter des colifichets, elle a vendu la vieille montre qu'il tenait de son père. Puis il apprend que dans les Cévennes, Jeanne, sa promise, va se marier avec un huissier. Il retrouve alors par hasard Fatou-gaye qui lui présente leur enfant.
Durant une bataille dans un désert, Jean est tué. Désespérée, Fatou-gaye tue leur enfant et se suicide à son tour auprès de son amant.

## Adaptations cinématographiques
- 1914 : Le Roman d'un spahi, film français réalisé par Henri Pouctal, avec Pierre Magnier, Lucien Callamand, Émilienne Dux[1]
- 1936 : Le Roman d'un spahi, film français réalisé par Michel Bernheim, avec Mireille Balin, George Rigaud, Princesse Khandou